# Аратинга золотистоперий
Аратинга золотистоперий (Aratinga solstitialis) — птах родини папугових. У природі зустрічається в Південній Америці, утримують також у неволі.

## Зовнішній вигляд
Довжина тіла 17—30 см; вага — 110—120 г. У птахів дуже яскраве жовте забарвлення. Обличчя і живіт помаранчеві. Крила і хвіст зелені. Ноги й очне кільце сірі. Самця від самки практично неможливо відрізнити. Голос гучний і різкий.

## Поширення
Мешкає в Гаяні, на південному сході Венесуели і північному сході Бразилії.

## Спосіб життя
Населяють світлі ліси, пальмові гаї, савани. Поза сезоном розмноження папуги збираються в зграї, у гніздовий період тримаються парами або групами. Живляться плодами, овочами, горіхами тощо. Дуже обережні птахи, в природі їх скоріше можна почути, ніж побачити. Самець і самка дуже прив'язані один до одного. Більшу частину часу вони проводять разом, чистять один одному пір'я і разом годуються.

## Розмноження
До розмноження приступають у віці 4 років. Гніздяться у дуплах дерев, найчастіше пальмових. У кладці 2—6 яєць. Самка насиджує їх приблизно 23 дні. Молоді птахи залишають гніздо у віці 3 місяців.

## Утримання
В Європу цей птах вперше завезений у 1862 році (Лондон). У неволі живуть до 25—30 років.

## Галерея

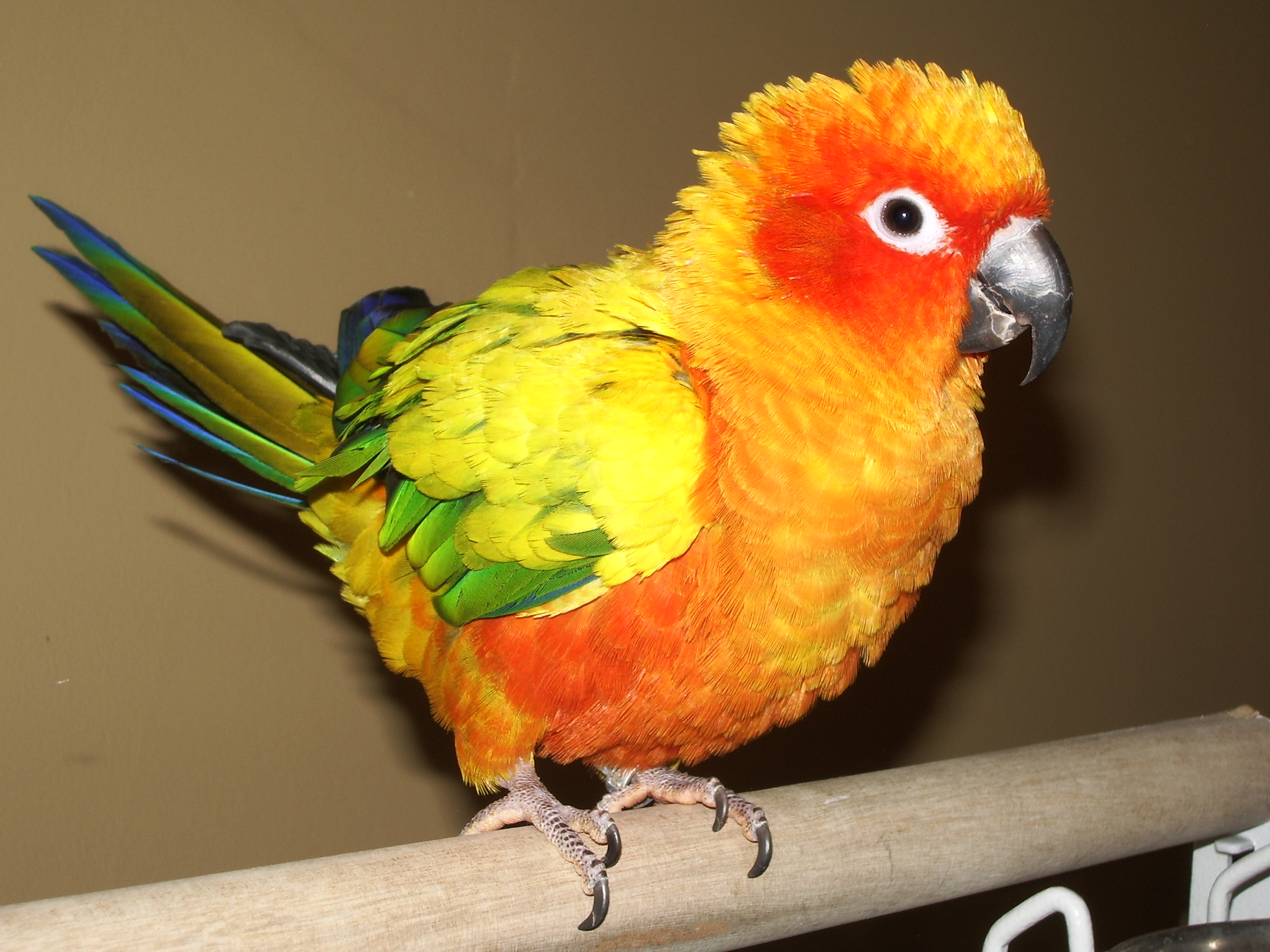
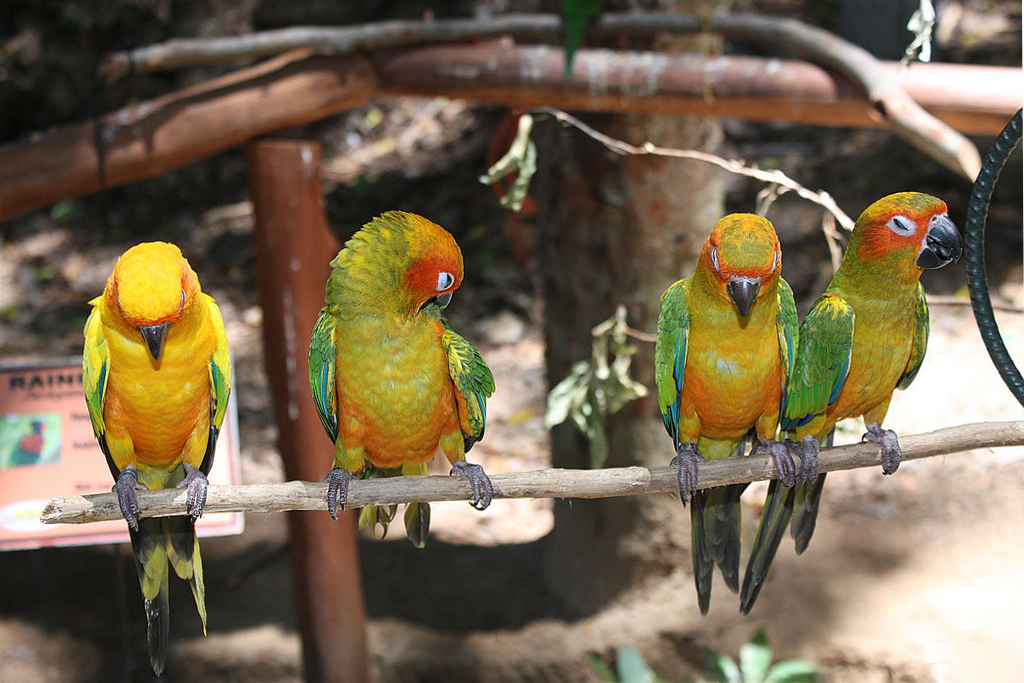
Ліворуч - дорослий папуга, три зеленуватіших - молодші